# Aéroport international de Kayseri-Erkilet

L’aéroport international de Kayseri-Erkilet (en turc : Kayseri Erkilet Uluslararası Havalimanı ; code AITA : ASR • code OACI : LTAU) est un aéroport international situé à cinq kilomètres au nord de Kayseri, dans la Cappadoce au centre de la Turquie. Il a ouvert en 1998 pour les vols nationaux et s'est élargi à l'international en 2007. En 2018, il s'agit du onzième plus grand aéroport turc en nombre de passagers.
| Adana Ankara Antalya Antioche Bodrum-Milas Dalaman Denizli Elâzığ Istanbul Sabiha-Gökçen Izmir Trabzon / Trébizonde Gaziantep Diyarbakır Kayseri Samsun Van Erzurum Konya Gazipaşa Malatya |

| Adana Ankara Antalya Antioche Bodrum-Milas Dalaman Denizli Elâzığ Istanbul Sabiha-Gökçen Izmir Trabzon / Trébizonde Gaziantep Diyarbakır Kayseri Samsun Van Erzurum Konya Gazipaşa Malatya |

## Compagnies et destinations
| Compagnies        | Destinations |
| ----------------- | --- |
| AJet              | Istanbul-S. Gökçen |
| Corendon Airlines | En saison: Cologne/Bonn-K. Adenauer, Düsseldorf, Hanovre, Nuremberg-A. Dürer |
| Pegasus Airlines  | Düsseldorf, Istanbul-S. Gökçen, Rotterdam-La Haye En saison: Amsterdam, Ercan |
| SunExpress        | Antalya, Izmir-A. Menderes En saison : - Bâle-Mulhouse, - Cologne/Bonn-K. Adenauer, - Düsseldorf, - Francfort, - Genève-Cointrin, - Hanovre, - Munich-F. J. Strauß, - Stuttgart, - Vienne-Schwechat |
| TUI fly Belgium   | En saison: Liège-Bierset |
| Turkish Airlines  | Istanbul |

## Statistiques de fréquentation
Pour des raisons techniques, il est temporairement impossible d'afficher le graphique qui aurait dû être présenté ici.

Voir la requête brute et les sources sur Wikidata.
| Année | Intérieur | Évolution | Extérieur | Évolution | Total     | Évolution |
| ----- | --------- | --------- | --------- | --------- | --------- | --------- |
| 2018  | 1 870 730 | −1 %      | 318 242   | 21 %      | 2 188 972 | 2 %       |
| 2017  | 1 884 103 | 6 %       | 263 217   | 30 %      | 2 147 320 | 8 %       |
| 2016  | 1 781 989 | 1 %       | 202 536   | −6 %      | 1 984 525 | 1 %       |
| 2015  | 1 756 787 | 17 %      | 215 361   | −4 %      | 1 972 148 | 14 %      |
| 2014  | 1 501 520 | 6 %       | 224 326   | 3 %       | 1 725 846 | 6 %       |
| 2013  | 1 414 826 | 29 %      | 218 186   | −6 %      | 1 633 012 | 23 %      |
| 2012  | 1 096 883 | 13 %      | 232 943   | −9 %      | 1 329 826 | 9 %       |
| 2011  | 968 942   | 34,5 %    | 254 818   | 15,9 %    | 1 223 760 | 30,2 %    |
| 2010  | 720 297   | 26,8 %    | 219 948   | 4,5 %     | 940 245   | 20,8 %    |
| 2009  | 568 106   | 18,4 %    | 210 533   | 8 %       | 778 639   | 15,4 %    |
| 2008  | 479 857   | −16,6 %   | 194 976   | 2,7 %     | 674 833   | −11,8 %   |
| 2007  | 575 473   | -         | 189 833   | -         | 765 306   | -         |